# Brattby
Brattby este o arie protejată (arie specială de conservare — SAC, sit de importanță comunitară — SCI) din Suedia întinsă pe o suprafață de 25,7 ha, integral pe uscat.

## Localizare
Centrul sitului Brattby este situat la coordonatele 63°53′44″N 19°53′35″E / 63.8955°N 19.893°E.

## Înființare
Situl Brattby a fost declarat sit de importanță comunitară în iunie 2001 pentru a proteja 1 specie de plante. Situl a fost protejat și ca arie specială de conservare în martie 2011.

## Biodiversitate
Situată în ecoregiunea boreală, aria protejată conține 1 habitat natural: Pajiști aluvionare boreale nordice.
La baza desemnării sitului se află o specie protejată de  plante: Persicaria foliosa.